# Gabriela Iribarren
Gabriela Iribarren es una actriz, política, docente y directora uruguaya. 

## Biografía
Fue formada  en la Escuela Multidisciplinaria de Arte Dramático Margarita Xirgu. Desde 2001 es Directora del Instituto de Actuación de Montevideo (IAM); junto con las actrices María Mendive y Marisa Bentancur.

## Premios
Recibió en 1999 el Premio Iris por sus trabajos como actriz en "Debajo de las Polleras" de Franklin Rodríguez. 
En 2000 fue galardadona con el Premio Florencio a la mejor actriz del año por: "Pagar el pato" de Dino Armas; en 2017 por su actuación en "Simone, la mujer partida” y también en 2019 por la obra “Rosa Luxemburgo, un cuerpo junto al río Spree”.

## Actividad política
En las elecciones departamentales e 2020 fue candidata a integrar la Junta Departamental de Montevideo por el Partido por la Victoria del Pueblo de la coalición de izquierdas Frente Amplio.
En febrero de 2022 fue nombrada al frente del área de Cultura en el equipo que acompaña a Fernando Pereira en la conducción del Frente Amplio.

## Elances externos
- Gabriela Iribarren en Facebook

- Datos: Q78241933